# Lisia Góra (województwo śląskie)
Lisia Góra – osada leśna w Polsce położona w województwie śląskim, w powiecie myszkowskim, w gminie Koziegłowy.